# 張孫振 (崇禎進士)
张孙振，直隸霍山縣人，明末政治人物。

## 生平
崇禎元年（1628年）戊辰科進士。授浙江歸安縣知縣，迁兵部主事，擢監察御史，時稱“天下第二清官”。晋太僕寺卿。
任御史期間，曾巡按山西，河南道监察御史，因請託提學僉事袁继咸不遂，遂誣陷彈劾繼咸，致其下獄。帝命逮繼咸，責成巡撫吳甡回奏。吳甡誇讚袁繼咸，斥責張孫振。諸生隨囚車至京師，伏闕喊冤，袁繼咸也列上張孫振請屬狀及其贓賄等事。張孫振因此謫戍，袁繼咸復官。

## 外部連結
- 古人也会用发帖方式解决问题